# Peralejos de Arriba
Peralejos de Arriba es un municipio y localidad española de la provincia de Salamanca, en la comunidad autónoma de Castilla y León. Se integra dentro de la comarca de Vitigudino y la subcomarca de la Tierra de Vitigudino. Pertenece al partido judicial de Vitigudino.
Su término municipal está formado por la localidad de Peralejos de Arriba y el núcleo de la finca de Gomeciego, ocupando una superficie total de 32,69 km² y según el padrón municipal, elaborado por el INE en el año 2017, cuenta con una población de 42 habitantes.
Se encuentra situado a 60 kilómetros al oeste de la capital charra y a 10 kilómetros al este del municipio de Vitigudino.

## Etimología
En el siglo XIII se denominaba Perreleios de Suso, pasando posteriormente a llamarse Peralexos de Arriba, nombre que tenía en el siglo XVI y del que derivaría el actual de Peralejos de Arriba, que ya aparece recogido así en documentación del siglo XVII, como en el inventario del Archivo del Cabildo Catedralicio de Salamanca de 1616.

## Historia
Su fundación responde al proceso repoblador llevado a cabo por los reyes leoneses en el siglo XII, cuando pasó a formar parte del alfoz y arcedianato de Ledesma. Con la creación de las actuales provincias en 1833, Peralejos de Arriba fue encuadrado en la provincia de Salamanca, dentro de la Región Leonesa.

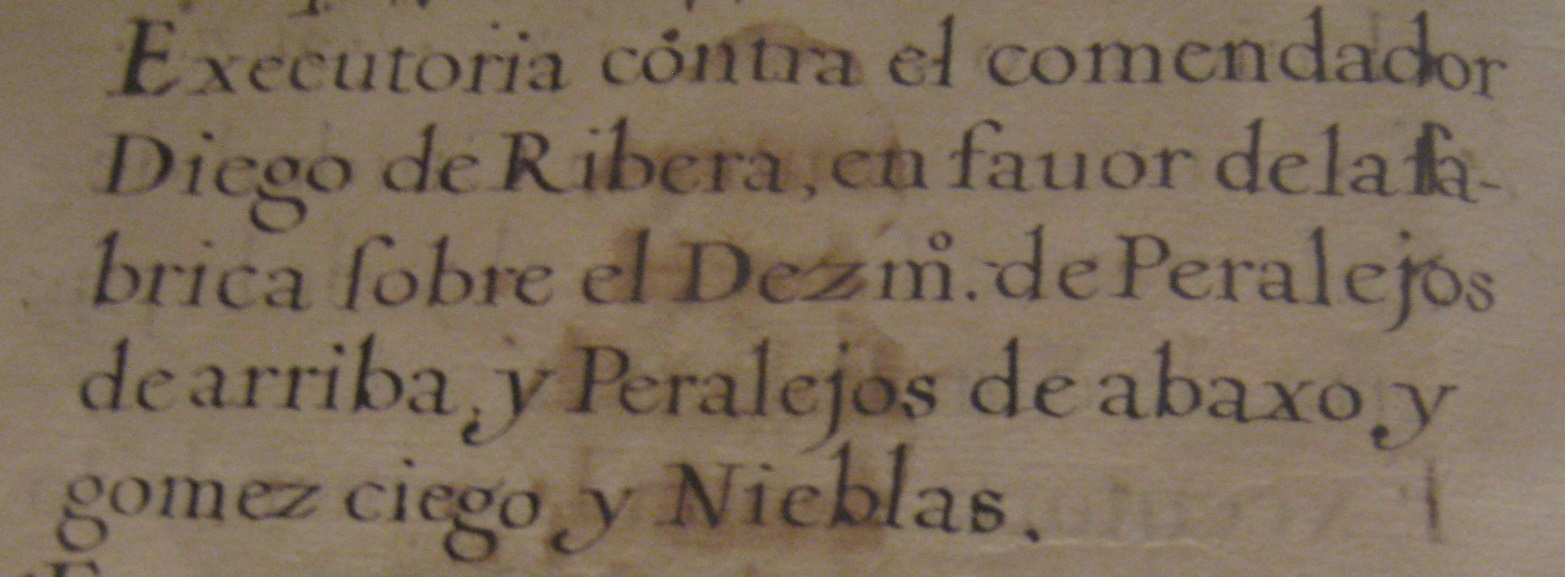
Documento de 1616 en que se recoge Peralejos de Arriba ya con su denominación actual

## Demografía
Peralejos de Arriba cuenta con una población de 35 habitantes (INE 2024).
| Gráfica de evolución demográfica de Peralejos de Arriba entre 1842 y 2021 |
| |
| Población de derecho según los censos de población del INE Población de hecho según los censos de población del INEEntre el censo de 1857 y el anterior, crece el término del municipio porque incorpora a 375021 (Gomeciego) |

Según el Instituto Nacional de Estadística, Peralejos de Arriba tenía, a 31 de diciembre de 2018, una población total de 39 habitantes, de los cuales 25 eran hombres y 14 mujeres. Respecto al año 2000, el censo refleja 70 habitantes, de los cuales 39 eran hombres y 31 mujeres. Por lo tanto, la pérdida de población en el municipio para el periodo 2000-2018 ha sido de 31 habitantes, un 45% de descenso.
El municipio se divide en dos núcleos de población. De los 39 habitantes que poseía el municipio en 2018, Peralejos de Arriba contaba 36, de los cuales 24 eran hombres y 12 mujeres, y Gomeciego con 3, de los cuales 1 eran hombres y 2 mujeres.

## Monumentos y lugares de interés
- Iglesia de San Julián.
- Ermita de Ntra. Sra. de los Villares.

## Cultura

### Fiestas
Actualmente sus fiestas patronales son el 21 de septiembre, en honor a San Mateo.

## Administración y política

### Gobierno municipal
| Partido político                         | 2019  | 2019  | 2019       | 2015  | 2015  | 2015       | 2011  | 2011  | 2011       | 2007  | 2007  | 2007       | 2003  | 2003  | 2003       |
| Partido político                         | %     | Votos | Concejales | %     | Votos | Concejales | %     | Votos | Concejales | %     | Votos | Concejales | %     | Votos | Concejales |
| Partido Popular (PP)                     | 80,77 | 21    | 3          | 70,97 | 22    | 3          | 59,46 | 22    | 3          | 59,46 | 22    | 1          | 75,00 | 33    | 1          |
| Partido Socialista Obrero Español (PSOE) | 7,69  | 2     | 0          | 19,35 | 6     | 0          | 16,22 | 6     | 0          | 16,22 | 6     | 0          | 25,00 | 11    | 0          |

### Elecciones autonómicas
| Partido político                         | 2019  | 2019 | 2015  | 2015  | 2011  | 2011 | 2007  | 2007 | 2003  | 2003 | 1999  | 1999 | 1991  | 1991 | 1987  | 1987 | 1983  | 1983 |
| Partido político                         | Votos | %    | Votos | %     | Votos | %    | Votos | %    | Votos | %    | Votos | %    | Votos | %    | Votos | %    | Votos | %    |
| Partido Popular (PP)                     | —     | —    | 17    | 51,52 | —     | —    | —     | —    | —     | —    | —     | —    | —     | —    | —     | —    | —     | —    |
| Podemos                                  | —     | —    | 9     | 27,27 | —     | —    | —     | —    | —     | —    | —     | —    | —     | —    | —     | —    | —     | —    |
| Partido Socialista Obrero Español (PSOE) | —     | —    | 6     | 18,18 | —     | —    | —     | —    | —     | —    | —     | —    | —     | —    | —     | —    | —     | —    |
| Ciudadanos (Cs)                          | —     | —    | 1     | 3,03  | —     | —    | —     | —    | —     | —    | —     | —    | —     | —    | —     | —    | —     | —    |